# HAL/S
Pour les articles homonymes, voir HAL.
HAL/S (High-order Assembly Language/Shuttle) est un langage de programmation temps réel utilisé par la NASA pour la navette spatiale.